# Canada Games Stadium
Het Canada Games Stadium is een multifunctioneel stadion in Saint John, een stad in de Canadese provincie New Brunswick. Het stadion en sportterrein liggen op de campus van de Universiteit van Saint John, de University of New Brunswick (UNB). Het werd geopend in 1985. In het stadion kunnen ongeveer 5.000 toeschouwers. Er vonden vanaf 2009 grondige renovaties plaats.
Het stadion werd gebouwd om te kunnen worden gebruikt voor de Canadese Spelen van 1985. Op het terrein zijn verschillende atletiekfaciliteiten en een kunstgrasveld voor onder andere voetbalwedstrijden. De voetbalclub van de universiteit, UNB Saint John Seawolves, maakt er gebruik van. Er werd ook gebruik gemaakt van dit stadion voor wedstrijden op het wereldkampioenschap voetbal onder 16 van 1987. 